# Température équivalente de bruit
La température équivalente de bruit (NET pour Noise-equivalent temperature) est une mesure dans la sensibilité d'un détecteur de radiation thermique dans le domaine infrarouge, térahertz ou micro-onde du spectre électromagnétique. C'est la quantité de température-signal incidente qu'il serait nécessaire d'avoir pour égaler le bruit interne du détecteur, de telle façon que le rapport signal sur bruit soit égal à un. 
Pour un détecteur mesurant la puissance, il est souvent utile de s'intéresser à une grandeur analogue, la puissance équivalente de bruit (NEP). Si la relation entre l'intensité et la température est bien définie sur la bande passante, comme dans le cas du corps noir, alors la NET suit simplement la même relation avec la NEP.
Si le détecteur est limité, soit par le bruit de grenaille, soit par le bruit thermique, alors le NET peut être réduite en augmentant le temps d'intégration. La NET du bruit de scintillation, qui limiterait le détecteur, ne peut quant à elle être réduite en augmentant le temps d'intégration. 
Typiquement, les détecteurs bolométriques non refroidis ont une NET comprises entre 80 et 200 mK. Les photodétecteurs infrarouge refroidis utilisant des matériaux comme HgCdTe (MIR ou LIR) ou InSb (MIR) peuvent approcher une NET de 10 mK. Dans le domaine micro-onde, les valeurs de NET varient typiquement de plusieurs centaines de millikelvins à quelques kelvins.
Pour une température de signal moyenne donnée, il y a une limite fondamentale à la NET donnée par les fluctuations thermodynamiques naturelles du flux de photons en provenance de la source étudiée.